# Autocesta A8
Autocesta A8 je dio Istarskog ipsilona. Trenutno je izgrađena u profilu 1+1 brze ceste, a u planu je proširenje na puni profil autoceste, kao i gradnja druge cijevi tunela Učka. Autocesta počinje u čvoru Kanfanar, gdje se odvaja od drugog dijela Istarskog ipsilona, tj. autoceste A9, prolazi središnjom Istrom u smjeru sjeveroistoka prema Rijeci, točnije čvoru Učka (ex Matulji), gdje se spaja s autocestom A7. Najznačajniji objekt na tom pravcu svakako je tunel Učka dug 5062 metara.

## Povijest izgradnje
Autocesta je građena u više dionica, i to:
- Lupoglav – Matulji, puštena u promet 1981.
- Cerovlje – Lupoglav, puštena u promet 1988.
- Rogovići – Cerovlje, puštena u promet 1998.
- Kanfanar – Rogovići, puštena u promet 1999.
- Kanfanar – Rogovići, puni profil, puštena u promet 2011.
- Rogovići – Cerovlje, puni profil, puštena u promet 2020.[3]
- Cerovlje – Lupoglav, puni profil, puštena u promet 2021.

## Proširenje Istarskog ipsilona
U sklopu proširenja autoceste na četverotračnu autocestu, Bina Istra započela je s obnovom i izgradnjom autoceste u više faza, i to sljedeće:
- dionica Pazin – tunel Učka, puni profil
- dionica tunel Učka – čvor Matulji, u izgradnji
- odmorište "Kvarner" (Kavrnerski portal tunela), u izgradnji
- čvor Učka (proširenje kolnika), u izgradnji

Nakon izgradnje pune dionice između tunela Učka i izlaza Učka (ex Matulji), autocesta A8 biti će povezana sa mrežom autocesta u Republici Hrvatskoj. 
Puna dionica autoceste biti će opremljena suvremenom tehnologijom nadzora prometa, promjenjivom prometnom signalizacijom, kamerama za nadzor prometa, odbojnom ogradom, a stanje u prometu prikazivati će se i na stranicama Hrvatskog autokluba (HAK), kao i većina dionica pod nadležnosti Hrvatski autocesta, a od sada i Bine Istre.
Tunel Učka pušten je u promet 13. rujna 2024. godine.

## Objekti na autocestama prema dionicama
| Naziv objekta                                        | Vrsta objekta    | Dužina | Slika |
| ---------------------------------------------------- | ---------------- | ------ | ----- |
| dionica Kanfanar – Žminj                             |                  |        |       |
| Kanfanar                                             | čvor             | -      |       |
| dionica Žminj – Rogovići (Pazin-zapad)               |                  |        |       |
| Žminj                                                | čvor             | -      |       |
| dionica Rogovići (Pazin-zapad) – Ivoli (Pazin-istok) |                  |        |       |
| Rogovići (Pazin-zapad)                               | čvor             | -      |       |
| vijadukt Mečari                                      | vijadukt         | 360m   |       |
| vijadukt Pazin                                       | vijadukt         | 160 m  |       |
| vijadukt Drazej                                      | vijadukt         | 434 m  |       |
| dionica Ivoli (Pazin-istok) – Cerovlje               |                  |        |       |
| Ivoli (Pazin-istok)                                  | čvor             | -      |       |
| dionica Cerovlje – Lupoglav                          |                  |        |       |
| Cerovlje                                             | čvor             | -      |       |
| vijadukt Borut                                       | vijadukt         | 186 m  |       |
| vijadukt Lovrinčići                                  | vijadukt         | 189 m  |       |
| vijadukt Dejčići                                     | vijadukt         | 186 m  |       |
| vijadukt Sveti Stjepan                               | vijadukt         | 186 m  |       |
| vijadukt Rebri                                       | vijadukt         | 127 m  |       |
| vijadukt Mrzlići                                     | vijadukt         | 487 m  |       |
| dionica Lupoglav – Vranja                            |                  |        |       |
| Lupoglav                                             | čvor             | -      |       |
| vijadukt Zrinšćak                                    | vijadukt         | 240 m  |       |
| odmorište Vranja                                     | odmorište        | -      |       |
| dionica Vranja – Veprinac                            |                  |        |       |
| Vranja                                               | čvor             | -      |       |
| odmorište Kvarner                                    | odmori           |        |       |
| tunel Zrinšćak 1                                     | tunel            | 196 m  |       |
| vijadukt Vela Draga                                  | vijadukt         | 125 m  |       |
| tunel Zrinšćak 2                                     | tunel            | 45 m   |       |
| tunel Učka                                           | tunel            | 5062 m |       |
| odmorište Kvarner                                    | odmorište        |        |       |
| dionica Veprinac – Učka (Matulji)                    |                  |        |       |
| Veprinac                                             | čvor             | -      |       |
| vijadukt Anđeli                                      | vijadukt         | 150 m  |       |
| odmorište Matulji                                    | odmorište        | -      |       |
| Matulji-Opatija                                      | kružno raskrižje | -      |       |
| čvor Učka (Matulji)                                  |                  |        |       |
| Učka                                                 | čvor             | -      |       |

## Vanjske poveznice
- [neaktivna poveznica]
- Lista izlaza na autocesti